# Charlot cambrioleur
Pour plus de détails, voir Fiche technique et Distribution.
Charlot cambrioleur (titre original : Police) est un film américain réalisé par Charlie Chaplin, sorti le 27 mai 1916. 

## Synopsis
Dès sa sortie de prison, Charlot, un vagabond, est aussitôt abordé par un pasteur. "Je vais vous aider, mon ami, c'est le devoir d'un pasteur". Ému, le vagabond se repent et décide sur-le-champ de renoncer à sa vie de repris de justice, mais sa fière résolution s'effondre bientôt quand il s'aperçoit que le pasteur n'hésite pas lui-même à commettre un larcin si l'occasion se présente.
Peu de temps après, Charlot croise un ancien compagnon de cellule qui le convainc de cambrioler une maison. Non sans avoir éveillé les soupçons d'un policier, nos deux compères finissent par s'introduire dans une grande demeure bourgeoise.
Maladroits et désorganisés, ils réveillent très vite la fille de la maison qui tente de les convaincre de ne pas réveiller sa mère, cette dernière étant très malade.
À la suite de l'arrivée d'une garnison de police, l'un des deux voleurs réussit à s'enfuir, laissant Charlot seul. Par pitié pour celui-ci, la fille de maison explique au policier que Charlot est son mari. Après avoir reçu une pièce de celle-ci, Charlot retrouve la liberté. À moins qu'un policier ne soit encore à ses trousses ?

## Fiche technique
- Titre : Charlot cambrioleur
- Titre original : Police
- Réalisation : Charles Chaplin
- Scénario : Charles Chaplin
- Photographie : Harry Ensign et Roland Totheroh
- Montage :
- Musique : Robert Israel
- Producteur : Jess Robbins
- Société de production : The Essanay Film Manufacturing Company
- Société de distribution : General Film Company (États-Unis)
- Pays d’origine :  États-Unis
- Langue : film muet avec les intertitres en anglais
- Format : Noir et blanc - 35 mm - 1,33:1 - Muet
- Genre : Comédie, Film burlesque
- Durée : 34 minutes
- Date de sortie : 
  - 27 mai 1916

## Distribution
- Charlie Chaplin : Le vagabond (Charlot)
- Edna Purviance : La fille de la maison
- Wesley Ruggles : Le voleur
- James T. Kelley : Ivrogne à la montre et deuxième client du foyer
- Leo White : Épicier, patron du foyer et policier
- John Rand : Policier en patrouille
- Fred Goodwins : Le prédicateur honnête et policier au monocle
- Billy Armstrong : Le prédicateur corrompu et deuxième policier
- Snub Pollard : Premier client du foyer
- Bud Jamison : Troisième client du foyer
- Paddy McGuire : Cinquième client du foyer
- George Cleethorpe : Policier à moustache du commissariat